# Jan Werner (lekkoatleta)
Jan Werner (ur. 25 lipca 1946 w Brzezinach, zm. 21 września 2014) – polski lekkoatleta, sprinter, zawodnik AZS Warszawa i Gwardii Warszawa, mistrz Europy i srebrny medalista olimpijski.

## Osiągnięcia
Trzykrotnie startował w igrzyskach olimpijskich. W Meksyku 1968 odpadł w półfinale biegu na 400 m, a w sztafecie 4 × 400 m zajął 4. miejsce (razem z Stanisławem Grędzińskim, Janem Balachowskim i Andrzejem Badeńskim).
W Monachium 1972 ponownie odpadł w półfinale biegu na 400 m, a w [sztafecie 4 × 400 m był piąty (razem ze Zbigniewem Jaremskim, Janem Balachowskim i Andrzejem Badeńskim).
Największe sukcesy odniósł w ostatnim starcie. W Montrealu 1976 dotarł do finału na 400 m, gdzie zajął 8. miejsce, a w sztafecie 4 × 400 m zdobył wraz z kolegami (Jerzy Pietrzyk, Ryszard Podlas i Zbigniew Jaremski) srebrny medal.
Wiele sukcesów osiągnął też podczas mistrzostw Europy. W Budapeszcie 1966 został mistrzem w sztafecie 4 × 400 m (wraz z Stanisławem Grędzińskim, Edmundem Borowskim i Andrzejem Badeńskim), a w biegu na 200 m był czwarty. W Atenach 1969 został mistrzem Europy na 400 m, a sztafeta 4 × 400 m z udziałem Wernera była czwarta. Podczas mistrzostw w Helsinkach 1971 wywalczył brązowy medal na 400 m oraz srebrny w sztafecie 4 × 400 m (z Janem Balachowskim, Waldemarem Koryckim i Andrzejem Badeńskim). Zdobył też cztery złote i srebrny medal podczas halowych mistrzostw Europy w sztafecie 4 × 2 okrążenia oraz srebrny medal indywidualnie (w Belgradzie 1969).
Był rekordzistą Europy na 200 m (20,4 s.) i w sztafetach 4 × 200 m i 4 × 400 m oraz wielokrotnym rekordzistą Polski. Dziesięciokrotnie zdobywał tytuł mistrza Polski na 200 m (1967, 1969 i 1971), na 400 m (1968, 1970, 1971 i 1976) oraz w sztafetach 4 × 100 m i 4 × 400 m.
Po zakończeniu kariery został trenerem.
Zmarł 21 września 2014 i został pochowany 26 września 2014 na cmentarzu w Powsinie.

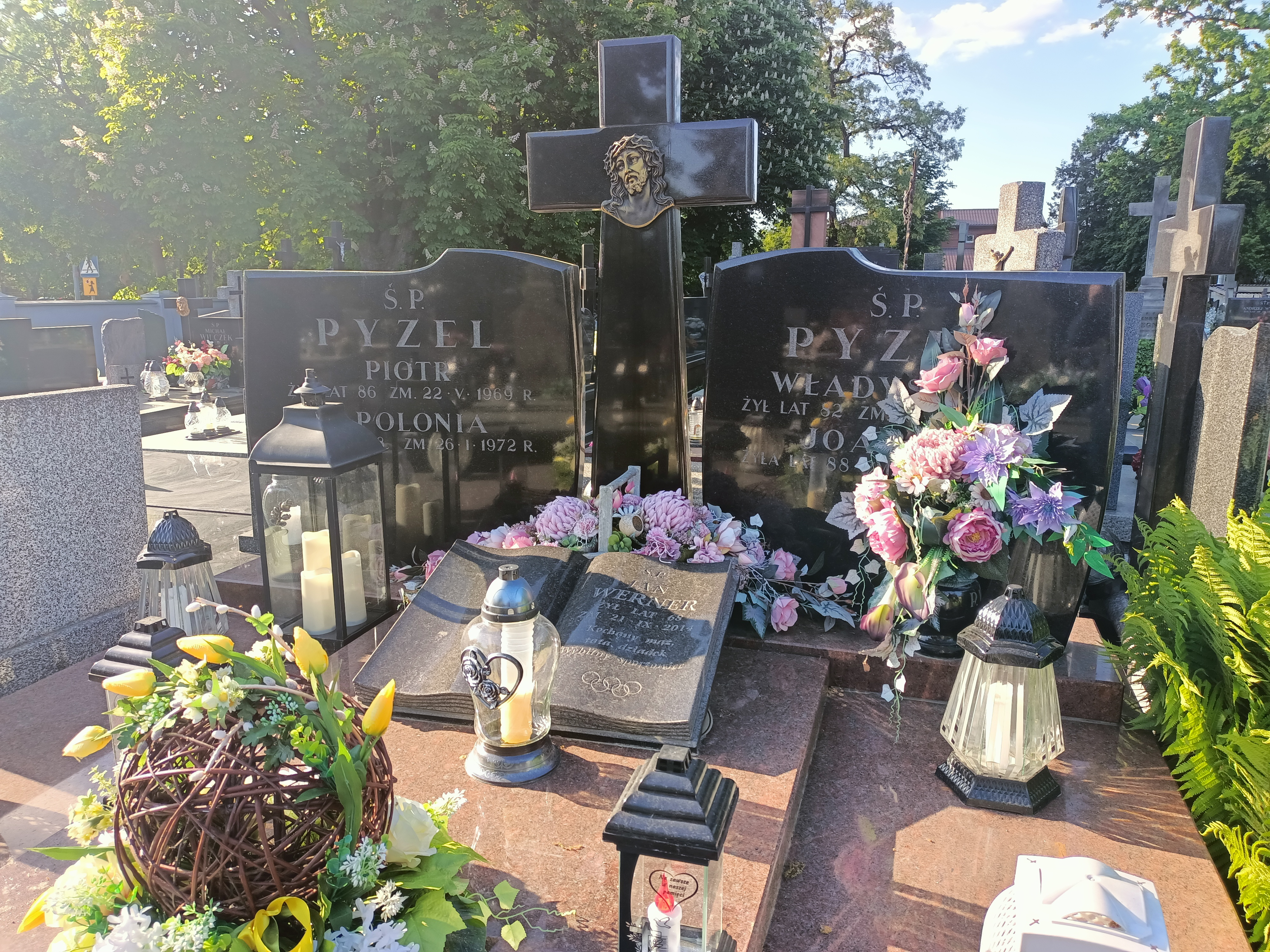
Grób Jana Wernera na Cmentarzu w Powsinie

## Rekordy życiowe

### na stadionie
- bieg na 100 metrów – 10,3 s. (14 maja 1967, Kielce)
- bieg na 200 metrów – 20,4 s. (3 czerwca 1967, Warszawa)
- bieg na 400 metrów – 45,44 s. (28 lipca 1976, Montreal) – 15. wynik w historii polskiej lekkoatletyki[9]

### w hali
- bieg na 400 m – 47,4 s. (9 marca 1969, Belgrad)